# Útočná válka
Útočná válka je válka vedená bez oprávnění sebeobrany obvykle pro územní zisk a podrobení nepřátelského státu. V moderním mezinárodním právu vyjadřuje opak středověkého dobyvatelského práva. Od korejské války je vedení útočné války mezinárodním zločinem proti míru.[zdroj⁠?!]
Je obecně uznáváno odborníky na mezinárodní právo, že vojenské agrese nacistického Německa v druhé světové válce vedené k získání Lebensraum byly vedením útočné války, jež byla označena za nejvyšší zločin soudcem Robertem H. Jacksonem v Norimberském procesu.
Mezinárodní vojenský tribunál v Norimberku po druhé světové válce označil vedení agresivní války za:
| „                      | v zásadě za zlou věc... zahájit útočnou válku... je nejenom mezinárodní zločin; je to nejtěžší mezinárodní zločin, odlišující se od ostatních válečných zločinů pouze v tom, že zahrnuje zlo nahromaděné v celku. | “ |
| — Norimberský tribunál | |   |

Článek 39 charty Spojených národů stanoví pravomoc Rady bezpečnosti OSN rozhodnout o aktu agrese a doporučí nebo rozhodne, jaká opatření mají býti učiněna podle článků 41 a 42, aby byl zachován nebo obnoven mezinárodní mír a bezpečnost.
Příkladem útočné války v moderní době může být jomkipurská válka a nebo válka v Iráku (ta byla za nelegální prohlášena i samotnou OSN).
Příprava a podněcování útočné války je podle § 406 a § 407 českého trestního zákoníku trestné, nicméně podle § 408 přípravou a podněcováním útočné války není jednání související "s účastí České republiky v obranných systémech mezinárodní organizace, jíž je Česká republika členem."